# Copaifera religiosa
Copaifera religiosa là một loài thực vật có hoa trong họ Đậu. Loài này được J.Leonard miêu tả khoa học đầu tiên.